# Kırıkkale (province)
La province de Kırıkkale est une des 81 provinces (en turc : il, au singulier, et iller au pluriel) de la Turquie.
Sa préfecture (en turc : valiliği) se trouve dans la ville éponyme de Kırıkkale.

## Géographie
Sa superficie est de 4 589 km2.

## Population
Au recensement de 2000, la province était peuplée d'environ 383 508 habitants, soit une densité de population d'environ 83 hab./km2.
| 2000    | 2001    | 2002    | 2003    | 2004    | 2005    | 2006    | 2007    | 2008    |
| ------- | ------- | ------- | ------- | ------- | ------- | ------- | ------- | ------- |
| 287 427 | 286 900 | 285 933 | 284 803 | 283 711 | 282 633 | 281 518 | 280 234 | 279 325 |

| 2009    | 2010    | 2011    | 2012    | 2013    | 2014    | 2015    | 2016    | 2017    |
| ------- | ------- | ------- | ------- | ------- | ------- | ------- | ------- | ------- |
| 280 834 | 276 647 | 274 992 | 274 727 | 274 658 | 271 092 | 270 271 | 277 984 | 278 749 |

| 2018    | 2019    | 2020    | 2021    | 2022    | 2023    | - | - | - |
| ------- | ------- | ------- | ------- | ------- | ------- | - | - | - |
| 286 602 | 283 017 | 278 703 | 275 968 | 277 046 | 285 744 | - | - | - |

## Administration
La province est administrée par un préfet (en turc : vali).

## Subdivisions
La province est divisée en 9 districts (en turc : ilçe, au singulier).